# حميد سالمين
حميد سالمين (مواليد 9 يونيو 1996، لاعب كرة قدم إماراتي يجيد اللعب في خط الوسط .
لعب سابقاً في أندية الأهلي والإمارات و الفجيرة والظفرة و العروبة و حتا .

## روابط خارجية
- حميد سالمين على موقع Soccerway.com (الإنجليزية)